# کیومرث احدی

کیومرث احدی، نظامی ایرانی، سرتیپ دوم خلبان و فرمانده سابق هوانیروز ارتش جمهوری اسلامی ایران است.
وی در سال ۱۳۵۶ وارد ارتش شد و پس از طی سلسله مراتب مختلف در سال ۱۳۸۲ به عنوان فرمانده هوانیروز ارتش جمهوری اسلامی ایران انتخاب شد و به مدت هشت سال این مسئولیت را برعهده داشت.
کیومرث احدی هم‌اکنون مدیرعامل شرکت پشتیبانی و نوسازی هلیکوپترهای ایران «پنها» است.

## زندگی‌نامه
کتاب زندگی‌نامه کیومرث احدی با نام «مردی در روشنایی» در ۳۰۰ صفحه و شامل عملیات‌های مختلف دوران جنگ ایران و عراق از جمله عملیات‌های والفجر ۹، نصر ۴، کربلای ۶ و بیت‌المقدس ۲ و ۶ و نبردهای پایان جنگ عراق علیه ایران و در دوران پس از آن با فرماندهی در پایگاه هوانیروز مسجد سلیمان، گذراندن دوره عالی و دافوس، آغاز فرماندهی وی در سال ۱۳۸۲ در کل هوانیروز به تحریر درآمده است.

## فهرست منابع
1. ↑  «*مراسم تجلیل از پیشکسوتان و خلبانان هوانیروز* امیر احدی: هوانیروز به عنوان بازوی توانمند ولایت فقیه در خدمت انقلاب اسلامی است». ایسنا. ۲۰۰۹-۱۲-۰۷. دریافت‌شده در ۲۰۲۰-۰۴-۲۶.
2. ↑  «فرمانده هوانیروز ارتش: یکی از وظایف ذاتی هوانیروز پشتیبانی از یگان‌های ارتش است». ایسنا. ۲۰۱۰-۰۵-۰۶. دریافت‌شده در ۲۰۲۰-۰۴-۲۶.
3. ↑  «فرمانده جدید هوانیروز منصوب شد». مشرق نیوز. ۲۰۱۱-۰۹-۱۲. دریافت‌شده در ۲۰۲۰-۰۴-۲۶.
4. ↑  «سیصد و پنجاه هزار ساعت پرواز». razmandehdelavar.tebyan.net. دریافت‌شده در ۲۰۲۰-۰۴-۲۶.
5. ↑  «امیر احدی خبر داد: الحاق ۲۹ فروند بالگرد به ناوگان هوانیروز ارتش تا پایان سال جاری». خبرگزاری دفاع مقدس.
6. ↑  «خبرگزاری فارس - «مردی در روشنایی» روایت داستانی زندگی فرمانده سابق هوانیروز». خبرگزاری فارس. ۲۰۱۱-۱۲-۲۷. دریافت‌شده در ۲۰۲۰-۰۴-۲۶.
7. ↑  «زندگی‌نامه فرمانده هوانیروز منتشر می‌شود | ایبنا». خبرگزاری کتاب ایران (IBNA). ۲۰۱۱-۰۳-۰۷. دریافت‌شده در ۲۰۲۰-۰۴-۲۶.